# Blomstermåla
Blomstermåla är en tätort i Mönsterås kommun i Kalmar län.

## Befolkningsutveckling
| Befolkningsutvecklingen i Blomstermåla 1960–2020 | Befolkningsutvecklingen i Blomstermåla 1960–2020 | Befolkningsutvecklingen i Blomstermåla 1960–2020 | Befolkningsutvecklingen i Blomstermåla 1960–2020 | Befolkningsutvecklingen i Blomstermåla 1960–2020 |
| ------------------------------------------------ | ------------------------------------------------ | ------------------------------------------------ | ------------------------------------------------ | ------------------------------------------------ |
|                                                  |                                                  |                                                  |                                                  |                                                  |
| År                                               |                                                  |                                                  | Folkmängd                                        | Areal (ha)                                       |
| 1960                                             | 1960                                             |                                                  | 1 323                                            |                                                  |
| 1965                                             | 1965                                             |                                                  | 1 713                                            |                                                  |
| 1970                                             | 1970                                             |                                                  | 1 923                                            |                                                  |
| 1975                                             | 1975                                             |                                                  | 1 882                                            |                                                  |
| 1980                                             | 1980                                             |                                                  | 1 925                                            |                                                  |
| 1990                                             | 1990                                             |                                                  | 1 786                                            | 254                                              |
| 1995                                             | 1995                                             |                                                  | 1 704                                            | 254                                              |
| 2000                                             | 2000                                             |                                                  | 1 601                                            | 254                                              |
| 2005                                             | 2005                                             |                                                  | 1 562                                            | 254                                              |
| 2010                                             | 2010                                             |                                                  | 1 527                                            | 253                                              |
| 2015                                             | 2015                                             |                                                  | 2 380                                            | 379                                              |
| 2020                                             | 2020                                             |                                                  | 2 322                                            | 381                                              |
| Anm.: Sammanvuxen med Ålem 2015.                 |                                                  |                                                  |                                                  |                                                  |

## Näringsliv
Det finns flera olika småföretag och stora företag i Blomstermåla. De största företagen som finns och har funnits i Blomstermåla är Blomstermåla möbelfabrik i Skälleryd (grundad 1900). Kährs, Norba, Bohman & Johanssons Fanerfabrik (grundad 1897), Bevi (grundad 1924, flyttad till Blomstermåla 1931) och Åfors möbelfabrik (grundad 1906). Kährs har ett sågverk specialiserat på grovt ektimmer. Norbas produktion flyttas till Kalmar och Nederländerna. Åfors möbelfabrik gick i konkurs 2003. Bevi finns kvar och är nu ortens största företag, även efter avknoppningen Sydsvenska Elanläggningar. En ny sopbilstillverkare, JOAB, har etablerat sig i orten. Ett av de större företagen som finns etablerade är Sydsvenska Elanläggningar.
Under en period hade Blomstermåla bankkontor från både Smålands enskilda bank och Sydsvenska kreditaktiebolaget. År 1923 tog Sydsvenska banken över Smålands enskilda banks kontor i Blomstermåla. Sydsvenska banken blev sedermera Skånska banken, med fortsatte driva ett kontor i Blomstermåla i flera decennier innan det lades ner. Den lokala sparbanken, Ålems sparbank, har alltjämt ett kontor i Blomstermåla.

## Kommunikationer
Samhället ligger på järnvägslinjen Kalmar–Berga. Blomstermåla järnvägsstation öppnades den 4 december 1897, lades ned den 1 januari 1968, men återöppnades den 19 augusti 1996.

## Utbildning
Krungårdsskolan är Blomstermålas grundskola. I dess upptagningsområde finns Ålem, Timmernabben, Sandbäckshult och Tålebo. Skolan har fått sitt namn efter gården Krungård som tidigare låg på samma plats. I skolan finns även ortens kommunala bibliotek.

## Idrott
Blomstermåla har även ett fotbollslag i division 4 Elit, BIK, Blomstermåla Idrottsklubb. BIK är moderklubb till bröderna Roger Magnusson och Benno Magnusson som båda spelat 14 A-landskamper för Sverige och varit utlandsproffs. Vasaloppsvinnaren 1984 Hans Persson kommer också från orten.